# Östra Karups landskommun
Östra Karups landskommun var en tidigare kommun i Hallands län.

## Administrativ historik
När 1862 års kommunalförordningar trädde i kraft inrättades i Sverige cirka 2 500 kommuner. Huvuddelen av dessa var landskommuner (baserade på den äldre sockenindelningen), vartill kom 89 städer och åtta köpingar. Då inrättades i Östra Karups socken i Höks härad i Halland denna kommun.
Vid kommunreformen 1952 uppgick denna landskommun i Karups landskommun som senare 1971 upplöstes då denna del överfördes till Båstads kommun.

## Politik

### Mandatfördelning i Östra Karups landskommun 1938-1946
| 5 | 12 | 3 |

| 20 |

| 4 | 14 | 2 |

| 18 |

| 5 | 4 | 9 | 2 |

| 19 |